# Афтовирусы
Афтовирусы (лат. Aphthovirus) — род вирусов из семейства пикорнавирусов. Вирусы нестабильны при рН ниже 5,0. Вызывают генерализованные инфекции с везикулёзной сыпью у коров, свиней, овец, коз и лошадей, в том числе ящур. Размножаются в клеточных культурах многих видов.

## Классификация
Род выделен Международным комитетом по таксономии вирусов (ICTV) из рода Rhinovirus в 1978 году. С момента создания род пережил две ревизии пикорнавирусов: в 1979 году — разделение, например, вирус ящура разделён на 2 отдельных вида (Aphthovirus A и Aphthovirus O) и добавлены ещё 5 родственных видов, а в 1999 году — слияние, все 7 антигенных типов были объединены в один вид, которому вернули изначальное название.
На июль 2021 года в род включают 4 вида:
- Bovine rhinitis A virus
- Bovine rhinitis B virus
- Equine rhinitis A virus
- Foot-and-mouth disease virus — Вирус ящура